# 압구정 백야
《압구정 백야》는 2014년 10월 6일부터 2015년 5월 15일까지 방송되었던 MBC 일일 특별기획 드라마이다.

## 기획 의도
어린 시절 자신을 버린 친엄마에 대한 복수를 위해 엄마의 양아들과 결혼해 일어나는 이야기를 담은 드라마 작품이다.

## 등장인물

### 주요 인물
- 박하나 : 백야 (백선동) 역 - 영준의 여동생, 은하의 친딸, 육선지의 친구, 화엄의 아내, 조나단의 전처
- 강은탁 : 장화엄 역 - 무엄의 형, 백야의 남편
- 송원근 : 장무엄 역 - 화엄의 남동생, 선지의 남편
- 백옥담 : 육선지 역 - 달란의 딸, 선중의 동생, 백야의 친구, 무엄의 아내
- 김민수 : 조나단 역 (1회 ~ 79회) - 지아의 오빠, 장훈과 은하의 아들, 백야의 전남편

### 백야의 가족
- 심형탁 : 백영준 역 (특별출연) - 백야의 오빠, 효경의 전남편
- 금단비 : 김효경 역 - 백야와 선지의 올케, 영준의 전처, 선중의 아내
- 임우주 : 백준서 역 - 영준과 효경의 아들, 선중의 의붓 아들, 백야의 조카, 선지의 의붓 조카

### 장화엄의 가족
- 임채무 : 장추장 역 - 화엄과 무엄의 아버지
- 박혜숙 : 문정애 역 - 화엄과 무엄의 엄마
- 정혜선 : 옥단실 역 - 화엄과 무엄의 할머니

### 육선지의 가족
- 이주현 : 육선중 역 - 선지의 오빠, 효경의 남편
- 김영란 : 오달란 역 - 선중과 선지의 엄마

### 조나단의 가족
- 황정서 : 조지아 역 - 나단의 여동생, 장훈과 은하의 딸
- 한진희 : 조장훈 역 - 나단과 지아의 아버지
- 이보희 : 서은하 (백은하) 역 - 영준과 백야의 생모, 나단과 지아의 엄마

### 그 외 인물
- 오기찬 : 이반석 역
- 한기웅 : 강호 역
- 이가령 : 안수산나 역
- 강태경 : 도미솔 역
- 원종례 : 황유라 역
- 김익태 : 도병만 역
- 이효영 : 정삼희 역
- 진영범 : 오 실장 역
- 김율호 : 송 대리 역
- 김지은 : 노마주 역
- 한그림 : 조지아 매니저 역
- 변주현 : 흥신소장 역
- 서왕석 : 조폭 역
- 이규섭 : 조폭 역
- 차보성 : 클럽남 역
- 박소정 : 간호사 역
- 이미숙 : 동민 엄마 역
- 이아진 : 조나단 친모 역
- 정영훈 : 소준 역
- 정명준 : 황 변호사 역
- 이연선
- 김인호
- 허성태 : 비서 역
- 장해송

### 특별 출연
- 강성미 : 오수원 역
- 김은정 : 가영 역
- 홍가연 : 김수정 역
- 김정균 : 운전자 역
- 박충선 : 역술인 역
- 최수린 : 모나리자 역
- 정다연 : 헬스 트레이너 역
- 윤영미 : 윤영미 역
- 홍진호 : 전진호 역
- 노주현 : 맹규식 역
- 윤해영 : 도민구 역
- 이진숙 : 뉴스 앵커 역
- 유승옥 : 유레카 역
- 김세민 : 사진홍 역
- 허형규 : 홍당무 오빠 역
- 이가령 : 안수산나 역

## 사운드 트랙

### 압구정 백야 OST Part.1
| #  | 제목                   | 작사                | 작곡   | 재생 시간 |
| -- | ---------------------- | ------------------- | ------ | --------- |
| 1. | 〈내 사랑아〉 (간종욱) | 간종욱, Woo, 지영희 | 하정호 | 4:13      |

## 시청률
아래의 파란색 숫자는 '최저 시청률'이고, 빨간색 숫자는 '최고 시청률'입니다. 시청률조사회사와 지역별로 시청률에 차이가 있을 수 있습니다.
| 2014년      | 2014년      | 2014년         | 2014년       | 2014년         | 2014년       |
| 회차        | 방송일      | TNmS 시청률    | TNmS 시청률  | AGB 시청률     | AGB 시청률   |
| 회차        | 방송일      | 대한민국(전국) | 서울(수도권) | 대한민국(전국) | 서울(수도권) |
| ----------- | ----------- | -------------- | ------------ | -------------- | ------------ |
| 제1회       | 10월 6일    | 8.9%           | 10.4%        | 9.9%           | 11.1%        |
| 제2회       | 10월 7일    | 7.3%           | 8.8%         | 7.9%           | 8.0%         |
| 제3회       | 10월 8일    | 6.7%           | 7.8%         | 7.1%           | 6.9%         |
| 제4회       | 10월 9일    | 7.0%           | 8.5%         | 7.7%           | 8.3%         |
| 제5회       | 10월 13일   | 8.3%           | 10.7%        | 8.0%           | 8.1%         |
| 제6회       | 10월 14일   | 7.3%           | 8.7%         | 7.4%           | 7.4%         |
| 제7회       | 10월 15일   | 6.6%           | 7.8%         | 8.2%           | 9.2%         |
| 제8회       | 10월 16일   | 6.6%           | 8.5%         | 7.8%           | 8.8%         |
| 제9회       | 10월 17일   | 6.8%           | 7.9%         | 6.6%           | 7.1%         |
| 제10회      | 10월 20일   | 7.1%           | 8.0%         | 8.7%           | 9.6%         |
| 제11회      | 10월 21일   | 8.5%           | 9.5%         | 8.4%           | 8.9%         |
| 제12회      | 10월 22일   | 8.2%           | 9.9%         | 8.8%           | 9.5%         |
| 제13회      | 10월 23일   | 7.8%           | 9.6%         | 8.8%           | 9.4%         |
| 제14회      | 10월 27일   | 8.2%           | 9.6%         | 10.1%          | 10.9%        |
| 제15회      | 10월 29일   | 8.7%           | 10.4%        | 9.5%           | 10.2%        |
| 제16회      | 10월 30일   | 9.2%           | 10.5%        | 10.5%          | 11.6%        |
| 제17회      | 10월 31일   | 9.0%           | 10.0%        | 11.1%          | 12.1%        |
| 제18회      | 11월 3일    | 9.3%           | 11.4%        | 10.5%          | 11.2%        |
| 제19회      | 11월 5일    | 9.9%           | 12.1%        | 10.8%          | 11.0%        |
| 제20회      | 11월 6일    | 9.6%           | 11.8%        | 10.0%          | 10.8%        |
| 제21회      | 11월 10일   | 10.3%          | 11.6%        | 9.6%           | 9.7%         |
| 제22회      | 11월 11일   | 9.7%           | 10.9%        | 11.3%          | 11.8%        |
| 제23회      | 11월 12일   | 9.8%           | 12.0%        | 9.1%           | 9.4%         |
| 제24회      | 11월 13일   | 10.0%          | 11.9%        | 10.5%          | 11.0%        |
| 제25회      | 11월 14일   | 9.9%           | 12.3%        | 9.7%           | 10.7%        |
| 제26회      | 11월 17일   | 10.6%          | 11.7%        | 10.6%          | 11.1%        |
| 제27회      | 11월 18일   | 10.4%          | 12.7%        | 10.9%          | 11.9%        |
| 제28회      | 11월 19일   | 10.4%          | 12.4%        | 10.5%          | 11.4%        |
| 제29회      | 11월 20일   | 10.2%          | 12.6%        | 10.9%          | 11.6%        |
| 제30회      | 11월 21일   | 8.8%           | 9.9%         | 10.3%          | 10.7%        |
| 제31회      | 11월 24일   | 10.7%          | 12.0%        | 11.6%          | 12.3%        |
| 제32회      | 11월 25일   | 10.5%          | 12.3%        | 11.2%          | 12.4%        |
| 제33회      | 11월 26일   | 9.9%           | 12.0%        | 11.6%          | 13.1%        |
| 제34회      | 11월 27일   | 10.2%          | 13.0%        | 11.6%          | 12.5%        |
| 제35회      | 11월 28일   | 10.1%          | 11.4%        | 10.9%          | 11.9%        |
| 제36회      | 12월 1일    | 10.5%          | 12.5%        | 11.0%          | 11.9%        |
| 제37회      | 12월 2일    | 12.7%          | 14.1%        | 11.4%          | 12.2%        |
| 제38회      | 12월 3일    | 10.8%          | 12.9%        | 10.6%          | 11.4%        |
| 제39회      | 12월 4일    | 11.4%          | 14.1%        | 11.2%          | 12.0%        |
| 제40회      | 12월 5일    | 9.6%           | 10.9%        | 9.9%           | 9.7%         |
| 제41회      | 12월 8일    | 11.3%          | 12.9%        | 10.1%          | 10.8%        |
| 제42회      | 12월 9일    | 11.5%          | 13.2%        | 10.7%          | 11.5%        |
| 제43회      | 12월 10일   | 11.3%          | 13.6%        | 12.1%          | 12.7%        |
| 제44회      | 12월 11일   | 10.5%          | 13.0%        | 10.9%          | 11.9%        |
| 제45회      | 12월 12일   | 9.1%           | 11.1%        | 9.5%           | 10.1%        |
| 제46회      | 12월 15일   | 10.5%          | 13.2%        | 10.8%          | 11.3%        |
| 제47회      | 12월 16일   | 11.4%          | 13.3%        | 11.6%          | 12.4%        |
| 제48회      | 12월 17일   | 11.4%          | 13.9%        | 11.3%          | 11.9%        |
| 제49회      | 12월 18일   | 11.0%          | 13.3%        | 11.2%          | 12.3%        |
| 제50회      | 12월 19일   | 11.8%          | 15.1%        | 10.8%          | 10.4%        |
| 제51회      | 12월 22일   | 11.6%          | 14.7%        | 13.0%          | 14.8%        |
| 제52회      | 12월 23일   | 11.9%          | 13.6%        | 12.8%          | 13.6%        |
| 제53회      | 12월 24일   | 10.9%          | 12.7%        | 11.5%          | 11.9%        |
| 제54회      | 12월 25일   | 12.7%          | 15.7%        | 13.1%          | 13.9%        |
| 제55회      | 12월 26일   | 11.4%          | 13.2%        | 11.6%          | 12.4%        |
| 2015년      |             |                |              |                |              |
| 제56회      | 1월 1일     | 13.8%          | 16.5%        | 13.2%          | 14.3%        |
| 제57회      | 1월 2일     | 11.7%          | 14.0%        | 11.2%          | 11.8%        |
| 제58회      | 1월 5일     | 13.0%          | 15.5%        | 12.9%          | 13.8%        |
| 제59회      | 1월 6일     | 13.4%          | 16.6%        | 14.4%          | 15.2%        |
| 제60회      | 1월 7일     | 13.7%          | 16.5%        | 13.9%          | 15.1%        |
| 제61회      | 1월 8일     | 13.6%          | 16.3%        | 12.5%          | 14.2%        |
| 제62회      | 1월 9일     | 12.4%          | 14.6%        | 12.4%          | 13.9%        |
| 제63회      | 1월 12일    | 13.5%          | 16.0%        | 14.4%          | 16.7%        |
| 제64회      | 1월 13일    | 13.5%          | 16.0%        | 13.7%          | 15.0%        |
| 제65회      | 1월 14일    | 14.8%          | 17.5%        | 14.6%          | 16.0%        |
| 제66회      | 1월 15일    | 15.2%          | 18.1%        | 14.1%          | 15.2%        |
| 제67회      | 1월 16일    | 14.5%          | 17.3%        | 13.1%          | 13.8%        |
| 제68회      | 1월 19일    | 14.0%          | 16.4%        | 14.0%          | 15.1%        |
| 제69회      | 1월 20일    | 14.3%          | 16.7%        | 14.3%          | 15.4%        |
| 제70회      | 1월 21일    | 14.5%          | 16.5%        | 15.3%          | 16.7%        |
| 제71회      | 1월 22일    | 14.1%          | 16.6%        | 14.5%          | 16.0%        |
| 제72회      | 1월 23일    | 12.3%          | 14.1%        | 13.0%          | 13.5%        |
| 제73회      | 1월 26일    | 14.6%          | 17.2%        | 15.2%          | 16.3%        |
| 제74회      | 1월 27일    | 13.5%          | 15.1%        | 15.3%          | 17.0%        |
| 제75회      | 1월 28일    | 14.0%          | 16.1%        | 14.1%          | 14.9%        |
| 제76회      | 1월 29일    | 14.8%          | 16.5%        | 13.4%          | 14.4%        |
| 제77회      | 1월 30일    | 13.5%          | 15.4%        | 13.3%          | 13.9%        |
| 제78회      | 2월 2일     | 15.3%          | 17.0%        | 14.7%          | 15.9%        |
| 제79회      | 2월 3일     | 16.1%          | 18.4%        | 15.4%          | 16.6%        |
| 제80회      | 2월 4일     | 15.8%          | 18.3%        | 16.0%          | 17.0%        |
| 제81회      | 2월 5일     | 15.8%          | 18.8%        | 14.8%          | 15.1%        |
| 제82회      | 2월 6일     | 14.2%          | 16.6%        | 13.2%          | 13.6%        |
| 제83회      | 2월 9일     | 14.9%          | 17.2%        | 15.9%          | 16.4%        |
| 제84회      | 2월 10일    | 15.5%          | 17.4%        | 15.3%          | 16.0%        |
| 제85회      | 2월 11일    | 14.6%          | 16.7%        | 13.7%          | 13.9%        |
| 제86회      | 2월 12일    | 13.6%          | 16.4%        | 14.4%          | 14.9%        |
| 제87회      | 2월 13일    | 12.7%          | 14.1%        | 13.0%          | 13.5%        |
| 제88회      | 2월 16일    | 14.7%          | 17.1%        | 14.8%          | 15.4%        |
| 제89회      | 2월 17일    | 13.7%          | 16.5%        | 14.0%          | 14.6%        |
| 제90회      | 2월 18일    | 12.9%          | 17.0%        | 11.3%          | 11.1%        |
| 제91회      | 2월 23일    | 15.8%          | 18.2%        | 14.5%          | 15.3%        |
| 제92회      | 2월 24일    | 15.7%          | 18.9%        | 15.0%          | 16.2%        |
| 제93회      | 2월 25일    | 15.5%          | 17.2%        | 14.1%          | 15.4%        |
| 제94회      | 2월 26일    | 14.1%          | 16.2%        | 14.5%          | 16.0%        |
| 제95회      | 2월 27일    | 12.8%          | 15.4%        | 12.7%          | 13.1%        |
| 제96회      | 3월 2일     | 14.1%          | 16.7%        | 14.4%          | 15.2%        |
| 제97회      | 3월 3일     | 14.7%          | 17.3%        | 13.3%          | 14.9%        |
| 제98회      | 3월 4일     | 14.4%          | 17.0%        | 14.1%          | 15.1%        |
| 제99회      | 3월 5일     | 13.8%          | 16.1%        | 13.4%          | 14.8%        |
| 제100회     | 3월 6일     | 14.0%          | 16.1%        | 13.8%          | 15.1%        |
| 제101회     | 3월 9일     | 14.5%          | 17.2%        | 13.6%          | 14.7%        |
| 제102회     | 3월 10일    | 14.4%          | 17.1%        | 14.3%          | 15.7%        |
| 제103회     | 3월 11일    | 14.1%          | 16.1%        | 14.6%          | 16.4%        |
| 제104회     | 3월 12일    | 13.7%          | 15.8%        | 14.7%          | 15.8%        |
| 제105회     | 3월 13일    | 12.5%          | 15.0%        | 13.3%          | 14.1%        |
| 제106회     | 3월 16일    | 14.1%          | 16.7%        | 14.0%          | 15.0%        |
| 제107회     | 3월 17일    | 13.8%          | 17.0%        | 14.0%          | 15.5%        |
| 제108회     | 3월 18일    | 13.3%          | 16.9%        | 13.3%          | 14.2%        |
| 제109회     | 3월 19일    | 13.0%          | 16.1%        | 13.9%          | 15.6%        |
| 제110회     | 3월 20일    | 13.5%          | 15.9%        | 13.0%          | 13.4%        |
| 제111회     | 3월 23일    | 14.8%          | 17.6%        | 14.4%          | 15.5%        |
| 제112회     | 3월 24일    | 15.1%          | 16.5%        | 15.9%          | 17.1%        |
| 제113회     | 3월 25일    | 15.4%          | 17.6%        | 15.9%          | 17.2%        |
| 제114회     | 3월 26일    | 15.3%          | 16.9%        | 14.0%          | 14.1%        |
| 제115회     | 3월 27일    | 12.3%          | 14.0%        | 12.6%          | 13.6%        |
| 제116회     | 3월 30일    | 15.4%          | 16.4%        | 15.2%          | 16.4%        |
| 제117회     | 4월 1일     | 14.0%          | 16.2%        | 14.0%          | 15.1%        |
| 제118회     | 4월 2일     | 13.8%          | 15.1%        | 13.7%          | 14.6%        |
| 제119회     | 4월 3일     | 13.1%          | 14.2%        | 13.3%          | 13.8%        |
| 제120회     | 4월 6일     | 14.2%          | 15.8%        | 14.0%          | 14.7%        |
| 제121회     | 4월 7일     | 14.4%          | 15.7%        | 14.7%          | 15.8%        |
| 제122회     | 4월 8일     | 13.4%          | 14.9%        | 13.5%          | 14.3%        |
| 제123회     | 4월 9일     | 13.3%          | 15.4%        | 13.5%          | 14.2%        |
| 제124회     | 4월 10일    | 11.7%          | 13.4%        | 13.7%          | 14.7%        |
| 제125회     | 4월 13일    | 14.7%          | 17.1%        | 14.5%          | 15.7%        |
| 제126회     | 4월 14일    | 14.2%          | 16.9%        | 14.5%          | 15.5%        |
| 제127회     | 4월 15일    | 13.8%          | 15.8%        | 13.8%          | 14.1%        |
| 제128회     | 4월 16일    | 13.8%          | 16.6%        | 14.2%          | 15.3%        |
| 제129회     | 4월 17일    | 12.2%          | 13.7%        | 12.8%          | 13.2%        |
| 제130회     | 4월 20일    | 12.2%          | 14.5%        | 14.8%          | 15.5%        |
| 제131회     | 4월 21일    | 13.7%          | 15.8%        | 14.4%          | 15.6%        |
| 제132회     | 4월 22일    | 14.4%          | 16.2%        | 15.1%          | 15.4%        |
| 제133회     | 4월 23일    | 13.8%          | 15.0%        | 14.5%          | 15.8%        |
| 제134회     | 4월 24일    | 12.9%          | 14.1%        | 13.8%          | 14.0%        |
| 제135회     | 4월 27일    | 14.6%          | 16.6%        | 13.3%          | 14%          |
| 제136회     | 4월 28일    | 14.7%          | 16.0%        | 14.5%          | 14.7%        |
| 제137회     | 4월 29일    | 15.3%          | 16.9%        | 14.8%          | 15.3%        |
| 제138회     | 4월 30일    | 16.4%          | 19.0%        | 15.4%          | 16.2%        |
| 제139회     | 5월 1일     | 15.5%          | 17.3%        | 14.7%          | 15.5%        |
| 제140회     | 5월 4일     | 16.7%          | 18.0%        | 13.9%          | 13.4%        |
| 제141회     | 5월 5일     | 16.4%          | 18.4%        | 15.1%          | 15.2%        |
| 제142회     | 5월 6일     | 16.8%          | 19.1%        | 15.2%          | 15.7%        |
| 제143회     | 5월 7일     | 15.4%          | 17.5%        | 15.1%          | 16.2%        |
| 제144회     | 5월 8일     | 14.3%          | 15.3%        | 14.6%          | 15.1%        |
| 제145회     | 5월 11일    | 15.5%          | 17.2%        | 16.3%          | 16.8%        |
| 제146회     | 5월 12일    | 15.9%          | 17.7%        | 16.1%          | 17.5%        |
| 제147회     | 5월 13일    | 15.5%          | 17.5%        | 15.4%          | 16.4%        |
| 제148회     | 5월 14일    | 16.1%          | 18.0%        | 15.6%          | 16.6%        |
| 제149회     | 5월 15일    | 15.6%          | 17.0%        | 15.6%          | 16.1%        |
| 평균 시청률 | 평균 시청률 | 12.6%          | 14.7%        | 12.8%          | 13.6%        |

## 결방과 연장
- 2014년 10월 10일 : 축구 국가대표 평가전 중계방송으로 인해 결방
- 2014년 10월 24일 : MBC 스포츠 2014년 한국프로야구 준플레이오프 3차전 NC 다이노스 VS LG 트윈스 중계방송으로 인해 결방
- 2014년 10월 28일 : MBC 스포츠 2014년 한국프로야구 플레이오프 2차전 LG 트윈스 VS 넥센 히어로즈 중계방송으로 인해 결방
- 2014년 11월 4일 : MBC 스포츠 2014년 한국프로야구 한국시리즈 1차전 넥센 히어로즈 VS 삼성 라이온즈 중계방송으로 인해 결방
- 2014년 11월 7일 : MBC 스포츠 2014년 한국시리즈 3차전 삼성 라이온즈 VS 넥센 히어로즈 중계방송으로 인해 결방
- 2014년 12월 29일 : MBC 방송연예대상 편성으로 인해 결방
- 2014년 12월 30일 : MBC 연기대상 편성으로 인해 결방
- 2014년 12월 31일 : MBC 가요대제전 편성으로 인해 결방
- 2015년 2월 12일 : 압구정 백야 방송 분량이 120부작에서 29회 연장되어 149부작으로 변경되었다.
- 2015년 2월 19일 : 설특집 리얼스토리 눈 편성으로 인해 결방
- 2015년 2월 20일 : 다큐멘터리 토요일 토요일은 무도다 무한도전 편성으로 인해 결방
- 2015년 3월 31일 : 축구 국가대표 평가전 대한민국 VS 뉴질랜드 중계방송으로 인해 결방

## 수상
- 2015년 MBC 연기대상 연속극 부문 여자 베스트 조연상 이보희
- 2015년 MBC 연기대상 연속극 부문 여자 신인상 박하나
- 2015년 MBC 연기대상 연속극 부문 남자 신인상 강은탁

## 참고 사항
- 임성한 작가의 전작 <보고 또 보고>, <보석 비빔밥>, <신기생뎐>, <오로라 공주>에 이어 가제는 <손짓>이었으며, MBC 측은 "방송사를 배경으로 한 밝은 홈드라마로 막장 요소는 사전에 차단할 것"이라고 입장을 밝혔다.[3]
- 여주인공 백야 역에는 임수향이 물망에 올랐으나 중국 영화 일정 등으로 출연을 고사하였고[4], 오디션으로 선발된 이가령은 대본 리딩까지 참석하였으나 최종 불발되었다.[5] 후에 이가령은 안수산나 역으로 짧게나마 해당 드라마에 출연하였다.
- 학력위조 논란, 정치인과의 스캔들로 물의를 일으킨 신정아가 카메오로 출연하여 녹화까지 마친 상태였으나, MBC 심의국은 내부 심의를 통해 적절치 않다고 판단, 해당 촬영분을 통편집시켰다.[6]
- 2015년 3월 26일, 지나치게 비윤리적이고 극단적인 상황 설정 및 폭언과 폭력 장면 등을 청소년시청보호시간대에 방송한 것을 이유로 방송통신심의위원회로부터 '관계자 징계' 처분을 받았다.[7]
- 2015년 4월 23일, MBC 장근수 드라마 본부장은 '임성한 작가와 차기작을 계약하지 않았고, 앞으로도 하지 않을 예정이다.'는 입장을 밝혔다.[8] 이는 <신기생뎐> 이후 임성한 작가의 SBS에서의 퇴출[9]에 이어, MBC에서의 퇴출을 의미했다.
- 2015년 5월 7일, 잦은 막말과 폭력, 점술 관련 내용으로 방송통신심의위원회로부터 두 번째 중징계이자 법정제재인 '경고' 처분을 받았다.[10]
- 임성한 작가는 마지막회가 방영되는 2015년 5월 15일 드라마 홈페이지 게시판을 통해 은퇴 소감을 전하며 드라마 집필의 종지부를 찍었다.[11]
- MBC ON에서 재방송되었다.
- 극중에서는 최초에는 왕비라는 강아지가 소개되었으며, 품종은 스코티시 테리어인 것으로 나와 있고, 또한 종영 전에는 유기견을 소개한 적이 있었다.
- 극중 등장하는 언론사 상호 태양일보는 12년 전 인어 아가씨에서 등장한 상호였다.